# 豊橋鉄道ク2400形電車
豊橋鉄道ク2400形電車（とよはしてつどうク2400がたでんしゃ）は、豊橋鉄道（豊鉄）渥美線でかつて使われていた制御車である。2401・2402の2両が在籍していた。

## 概要
元は1938年に日本車輌東京支店が製造した神中鉄道の流線形気動車キハ40形42・43である。キハ40形は登場後に故障が多発した事から、「死に番」忌避の意味も込めて1939年にキハ50形に改番され、42（「死に番」の当該車両）・43も52・53となっている。神中鉄道の相模鉄道（相鉄）合併後は、1944年にエンジンを撤去して客車化されホハ50形、相鉄の東急経営委託時には電車用のサハ50形、相鉄新体制発足後の1949年1月7日に制御車に改造され53・52の順にクハ1050形1053・1054となり、2年後の1951年11月18日にクハ1500形1503・1504となる。1956年廃車された後、同年8月29日付けで形式記号がクハからクになった以外は相鉄時代と同番号で豊鉄に譲渡された。
豊鉄では、1964年に連結面の貫通化を行い、1968年の改番では14m級制御車であったことからク2400形2401・2402となった。1979年の1810系投入以降は休車となり、1982年3月に2402が、1986年3月に2401が廃車された。

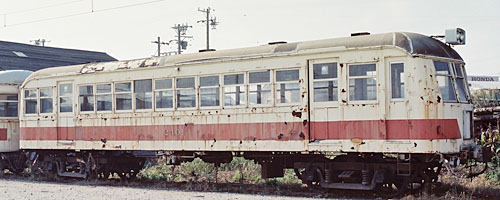
ク2401 前面

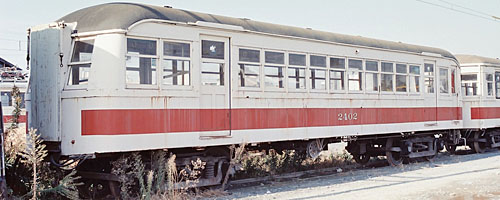
ク2402 貫通路面